# Swami Vivekananda Cultureel Centrum
Het Swami Vivekananda Cultureel Centrum (SVCC), voorheen Indiaas Cultureel Centrum (ICC) is een Surinaamse culturele organisatie.
Het ICC richt zich op de Hindoestaanse bevolking en gaf al begin jaren 1970 lessen in Hindi, de belangrijkste taal van India. Ook heeft het een dansschool dat een leerschool betekende voor dansers als Sieske Rama en Namita Ajodhia. Hiervoor laat het ook docenten speciaal uit India overkomen.
Daarnaast promoot het SVCC Indiase muziekstijlen. Door muziekstudenten van het centrum worden optredens gegeven en albums uitgebracht. In 2020 werd de vereniging door de Indiase ambassade in Paramaribo betrokken bij schenkingen van muziekinstrumenten aan diverse scholen. Ook wordt op de ambassade yogales gegeven door een yogaleraar van het centrum.
In 2018 werd begonnen met de bouw van een nieuw onderkomen. Rond deze tijd wijzigde de naam naar Swami Vivekananda Cultureel Centrum, wat een verwijzing is naar de Indiase swami Vivekananda.